# Monique van der Vorst
Monique van der Vorst (Gouda, 20 november 1984) is een Nederlands handbikester, triatlete en wheeler. Ze woont afwisselend in Nieuwerkerk aan den IJssel en Amstelveen. Van der Vorst zat sinds 1998 in een rolstoel, door posttraumatische dystrofie als gevolg van een operatie, waardoor zij verlamd raakte en haar rechterknie niet meer goed functioneerde. In 2008 kreeg ze een ongeluk, waarna sommige artsen beweerden dat ze een incomplete dwarslaesie had ter hoogte van de vierde borstwervel. Nog vóór dit ongeluk werd ze gekeurd voor de Paralympische Spelen. Monique van der Vorst is naar aanleiding van de verlamming, veroorzaakt door posttraumatische dystrofie, geselecteerd voor de juiste categorie handbiken. Hierna kreeg ze het ongeluk waarbij een dwarslaesie werd gediagnosticeerd.
Na een nieuw ongeval begin 2010 kreeg Van der Vorst geheel onverwacht weer gevoel in haar benen. Er zou bij nader inzien een conversiestoornis gaande zijn in plaats van een dwarslaesie. Ze was sinds eind 2010 weer in staat om te lopen. In november 2011 werd bekend dat ze vanaf 2012 als wielrenster deel zal uitmaken van de Rabobank vrouwenploeg. Begin 2012 werd Van der Vorst in de media beschuldigd van misleiding en oplichting. Door een foute diagnose ten tijde van haar gedeeltelijke dwarsleasie wist Van Der Vorst zelf ook niet dat lopen nog een mogelijkheid was. De beschulding werd dan ook later door artsen weerlegd. Haar 'wonderlijke herstel' had meer te maken met een nieuwe, juiste diagnose. Wel erkende ze dat ze niet alles had verteld had over haar handicap en het verloop van haar herstel. De beschuldigende journalist had haar quote "het klopt niet wat ik gezegd heb" in een onjuiste context geplaatst. Wat ze verklaarde was: ‘Soms waren de verlammingsverschijnselen weg. Dan kon ik even staan. Of lopen. Maar het duurde nooit lang.’ Van een medische wederopstanding bleek echter geen sprake en anno 2012 zit ze wederom in een rolstoel en kan niet lopen. Per 1 juli 2012 nam de Rabobankploeg afscheid van haar nadat haar op doktersadvies afgeraden werd aan wielerkoersen deel te nemen.
In het dagelijks leven studeert Van der Vorst bewegingswetenschappen in Amsterdam.

## Sportcarrière
Van der Vorst haalde op de Paralympische Zomerspelen 2008 in Peking tweemaal zilver. Het was de eerste keer dat handbiken voor de vrouwen op het paralympisch programma stond.
Vanaf 2009 combineerde ze handbiken met wheelen en de triathlon, een sport die bestaat uit een combinatie van handbiken, wheelen en zwemmen. Ze werd bij de triatlon Europees kampioene in Holten en won aansluitend de Half Ironman van Antwerpen en de Ironman van Hawaï (waarin ze als eerste atlete in een rolstoel ooit won). Bij het wheelen nam ze deel aan de Nederlandse kampioenschappen, waar ze meteen alle disciplines won.

## Beste uitslagen

### Paralympische Spelen
| Evenement   | Resultaat | Onderdeel                |
| ----------- | --------- | ------------------------ |
| Peking 2008 | zilver    | wegwedstrijd Klasse HC C |
| Peking 2008 | zilver    | weg tijdrit Klasse HC C  |

### Wereldkampioenschappen
| Evenement | Resultaat | Onderdeel     |
| --------- | --------- | ------------- |
| 2002      | goud      | wegwedstrijd  |
| 2002      | zilver    | weg tijdrit   |
| 2004      | goud      | wegwedstrijd  |
| 2006      | goud      | wegwedstrijd  |
| 2006      | zilver    | weg tijdrit   |
| 2007      | brons     | weg tijdrit   |
| 2009      | zilver    | wegwedstrijd  |
| 2009      | brons     | weg tijdrit   |
| 2009      | goud      | Ironman Hawaï |

### Europese Kampioenschappen
| Evenement | Resultaat | Onderdeel   |
| --------- | --------- | ----------- |
| 2001      | goud      | weg tijdrit |
| 2003      | goud      | weg tijdrit |
| 2005      | goud      | weg tijdrit |
| 2009      | goud      | triatlon    |

### Nederlandse Kampioenschappen
| Evenement | Resultaat | Onderdeel      |
| --------- | --------- | -------------- |
| 2001      | goud      | wegwedstrijd   |
| 2002      | goud      | wegwedstrijd   |
| 2003      | goud      | wegwedstrijd   |
| 2004      | goud      | wegwedstrijd   |
| 2004      | goud      | weg tijdrit    |
| 2005      | goud      | wegwedstrijd   |
| 2005      | goud      | weg tijdrit    |
| 2006      | goud      | wegwedstrijd   |
| 2006      | goud      | weg tijdrit    |
| 2007      | goud      | weg tijdrit    |
| 2009      | goud      | wheelen 100 m  |
| 2009      | goud      | wheelen 200 m  |
| 2009      | goud      | wheelen 400 m  |
| 2009      | goud      | wheelen 800 m  |
| 2009      | goud      | wheelen 1500 m |